# 泽漆
泽漆（学名：Euphorbia helioscopia）为大戟科大戟属的植物。

## 形态
二年生草本植物，含有乳汁。匙形或狭倒卵形叶子，边缘有细锯齿；春夏开花，具有大戟科特有的杯状花序。

## 分布
分布于欧亚大陆、北非以及中国大陆，广布全中国，生长于海拔50米至3,800米的地区，常生长在荒野、路旁、山沟以及山坡，目前已由人工引种栽培。

## 中医用途
以茎、叶入药，性微寒，味苦辛，小毒，功能利水消肿、化痰散结、杀虫，主治水肿腹胀、瘰疬结核、肺热咳喘等症。

## 别名
五朵云，五灯草，五风草，貓眼草，貓貓眼（湖北襄陽一帶別稱）（别名）

## 延伸阅读
[在维基数据编辑]
 《欽定古今圖書集成·博物彙編·草木典·澤漆部》，出自陈梦雷《古今圖書集成》
 《植物名實圖考·澤漆》，出自吳其濬《植物名實圖考》